# Ликийский язык
Ликийский язык (самоназвание: 𐊗𐊕𐊐𐊎𐊆𐊍𐊆 trm̃mili) — один из вымерших анатолийских языков. В железном веке был распространен в области Ликия в Анатолии (сегодняшняя Турция). Является ближайшим родственником лувийского языка, поскольку разделяет с ним общие инновации, однако не потомком его, как считалось ранее. Милийский язык, ранее рассматривавшийся как более архаичный вариант ликийского, в настоящее время также считается отдельным языком, синхронным ликийскому.
Вымер в I веке до н. э. — постепенно был вытеснен греческим языком после включения Ликии в державу Александра Македонского.

## О названии
Название Ликия восходит к др.-греч. Λυκία, которое было заимствовано из хетт. Lukkā. Сами ликийцы называли свой язык trm̃mili (от Trm̃mis «Ликия»).

## Классификация
На возможность генетического родства ликийского языка с хеттским указал уже в 1928 году Э. Стёртевант, однако полноценное доказательство было осуществлено лишь в 1945 году Х. Педерсеном в работе «Lykisch und Hettitisch».
Ряд черт (в том числе инноваций) объединяет ликийский с лувийским, поэтому их выделяют в отдельную ветвь в рамках анатолийской группы. Существует также мнение, что ликийский представляет собой потомка лувийского языка (не обязательно того же диалекта, который был зафиксирован на письме).

## Лингвогеография

### Ареал
Ликийский язык был распространён в Ликии, полуострове на юго-западе Анатолии между городами Анталия и Телмессос (сейчас Фетхие).

### Диалекты
Выделяются два диалекта — ликийский А, на котором написан основной массив текстов, и ликийский В или милийский, представленный двумя текстами.

## Письменность
Ликийские надписи известны европейским путешественникам по Турции с конца XVIII в.
Первые четыре текста были опубликованы в 1820 году, и через несколько месяцев французский востоковед Антуан-Жан Сен-Мартен использовал двуязычный надпись на греческом и ликийском языках с перечнем имён в качестве ключа для транслитерации ликийского алфавита и определения значения нескольких слов. В течение нескольких десятилетий количество известных текстов увеличилось, особенно с 1880-х годов, когда регион систематически посещали австрийские экспедиции. Однако попытки перевода любых текстов, кроме самых простых, оставались умозрительными, хотя комбинаторный анализ текстов прояснил некоторые грамматические аспекты языка. Единственный длинный текст с параллельным греческим, Ксанфская стела, вряд ли был полезен, потому что ликийский текст был довольно сильно поврежден, и, что ещё хуже, его греческий текст довольно сильно отличается по содержанию от ликийского.
Начало дешифровке ликийских надписей положили работы Морица Шмидта конца XIX в., однако он не смог установить генетические связи языка.
Расшифровка ликийского стала возможна благодаря трёхъязычной (ликийский, греческий и арамейский) надписи из Летоона и сходству ликийского с лувийским.
Ликийский язык пользовался собственным алфавитом, близким к греческому и относившимся к группе малоазийских алфавитов. Направление письма — слева направо. Деление на слова обычно обозначалось двумя или тремя вертикально расположенными точками.
Корпус текстов ликийского языка представлен надписями, преимущественно на камне (свыше 170) и монетах (150—200 надписей на 6000 монет). Надписи на камне являются, в основном, эпитафиями, чаще всего стандартных формулировок. Кроме того, до нас дошло несколько ликийских глосс в сочинениях античных авторов. Сравнительно длинных надписей известно всего две: надпись на стеле в Летооне и надпись на стеле в Ксанфе.

## Лингвистическая характеристика

### Фонетика

#### Гласные
Предполагается наличие 8 гласных фонем: /i/, /u/, /e/, /a/ и соответствующих им назализованных. Для /ĩ/ и /ũ/ не было отдельных букв. Их существование предполагается на основании сопоставления таких написаний, как др.-греч. Ιμβρος при ликийском Ipre- ([ĩbre-]). Согласно другому мнению, эти гласные передавались сочетаниями iñ и uñ, например, miñti- и piñtẽ. Имеется несколько нисходящих дифтонгов: ai, ei, ãi, ẽi, au, eu.
Гласные ликийского языка в виде таблицы:
| Подъём  | Ряд      | Ряд     | Ряд    |
| Подъём  | Передний | Средний | Задний |
| ------- | -------- | ------- | ------ |
| Верхний | i ĩ      |         | u ũ    |
| Средний | e ẽ      |         |        |
| Нижний  |          | a ã     |        |

Праиндоевропейский аблаут сохранился в ликийском лишь остаточно, в виде отдельных следов.

#### Согласные
Смычные согласные имели глухие и звонкие аллофоны. Звонкие аллофоны встречались после носовых (а также
назализованных гласных), глухие в остальных позициях. Например, trqqñt- (имя бога грозы) произносилось [tərkənd-] и отражено в греческой транскрипции как Τροκονδος/Τερκανδας. Редко встречающийся
звук, транслитерируемый как /τ/, во всех случаях чередуется с /t/. Известно, что праиндоевропейское ∗kw в ликийском А переходит в t перед i (ti- <
∗kwi- 'кто, который'), также были предложены этимологии, согласно которым t/τ возникает из ∗kw перед ∗e. К. Мельчерт на этом основании предполагает здесь палатализованную фонему /c/. При этом в милийском лабиовелярный перед гласным переднего
ряда даёт k (ki- 'кто, который'), который Мельчерт рассматривает как особый передний велярный /k</. Развитие в ликийском А может в этом случае рассматриваться как переход в палатальный и затем в дентальный смычный.
Согласные ликийского языка в виде таблицы:
| Способ артикуляции ↓     | Губно-губные | Губно-зубные | Зубные | Альв. | Палат. | Заднеяз. | Глотт. |
| Взрывные                 | p            |              | t      |       | c      | k kʷ     |        |
| Носовые                  | m            |              | n      |       |        |          |        |
| Дрожащие                 |              |              |        | r     |        |          |        |
| Аффрикаты                |              |              | t͡s     |       |        |          |        |
| Фрикативные              | ɸ            |              | s θ    |       | ç      | x        | h      |
| Скользящие аппроксиманты | (w)          |              |        |       | (j)    |          |        |
| Боковые                  |              |              |        | l     |        |          |        |

Для ликийской орфографии характерно частое написание удвоенных согласных. Предположительно, фонетическую геминацию оно отражало только в начальной позиции, а в середине слова передавало долготу предшествующего гласного или слоговость носового.

### Морфология

#### Имя существительное
Существительное различает два числа (единственное и множественное) и два рода — одушевлённый и неодушевлённый, однако некоторые данные ликийского указывают на то, что в праанатолийском существовала трёхродовая система (мужской, женский и средний), которая позднее упростилась до двухродовой. Склонялись существительные по пяти или шести падежам: именительному, винительному, родительному, дательному-местному (возможно, это были два разных падежа) и отложительному-творительному. А. Клукхорст выделяет также эргативный падеж.

#### Местоимение
Местоимения сохранились плохо. До нас дошли только местоимения emu/ẽmu «я», энклитическое -e «он, она, оно», ebe- «этот» и ti- «который».

#### Числительное
Сохранилось одно числительное: sñta «десять» или «сто». Кроме того, из словосложений можно извлечь три других: kbi- «два», tri- «три» и 'nu- «девять».

#### Глагол
Глагол в ликийском языке обладает следующими категориями: лицо, число (единственное и множественное), время (настояще-будущее и претерит), залог (действительный и медиопассив), наклонение (изъявительное и повелительное). Кроме того, имеются инфинитив, супины и причастие со значением прошедшего времени от глаголов действия и настоящего от глаголов состояния.
Известны следующие глагольные окончания:
|                          |           | Актив                 | Медиопассив |
| ------------------------ | --------- | --------------------- | ----------- |
| Настоящее время          | 1. ед. ч. | -u                    | -χani       |
| Настоящее время          | 2. ед. ч. |                       |             |
| Настоящее время          | 3. ед. ч. | -ti, -di, -e          | -ẽni        |
| Настоящее время          | 1. мн. ч. |                       |             |
| Настоящее время          | 2. мн. ч. |                       |             |
| Настоящее время          | 3. мн. ч. | - ̃ ti, -ñti           | - ̃ tẽni     |
| Прошедшее время          | 1. ед. ч. | -χa, -χã, -gã         | -χagã       |
| Прошедшее время          | 2. ед. ч. |                       |             |
| Прошедшее время          | 3. ед. ч. | -te,-tẽ,-de,-dẽ       |             |
| Прошедшее время          | 1. мн. ч. |                       |             |
| Прошедшее время          | 2. мн. ч. |                       |             |
| Прошедшее время          | 3. мн. ч. | - ̃ te,- ̃ tẽ,-ñte,-ñtẽ |             |
| Повелительное наклонение | 2. ед. ч. |                       |             |
| Повелительное наклонение | 3. ед. ч. | -tu, -du              |             |
| Повелительное наклонение | 2. мн. ч. |                       |             |
| Повелительное наклонение | 3. мн. ч. | - ̃ tu                 |             |

### Синтаксис
Стандартный порядок слов остаётся под вопросом. К. Мелчерт считает таким VSO, а А. Клукхорст — SVO.

### Лексика
Лексика обнаруживает сходство с хеттской (совпадает приблизительно 75—80 %). Имеются заимствования из греческого (sttala- «стела» < др.-греч. στήλη) и иранских языков (χssadrapa- «сатрап»).

## История изучения
Первые ликийские надписи были скопированы и опубликованы в начале XIX века Ч. Кокереллом. В 1831 году Г. Гротефенд опубликовал пять известных на тот момент ликийских надписей, сделав вывод о принадлежности ликийского к индоиранским языкам. В 1840 году британским археологом Ч. Феллоузом было опубликовано уже 24 надписи, включая надпись с обелиска в Ксанфе. На основании этого материала Д. Шарп (англ. Daniel Sharpe) пришёл к выводу об особой близости ликийского языка к зендскому. В дальнейшем, в XIX веке ликийским языком занимались преимущественно немецкие учёные: М. Шмидт, Й. Савельсбург, В. Деке. В XX веке Х. Педерсеном был доказан факт принадлежности ликийского языка анатолийской семье. В 1901 году Э. Калинкой был собран полный корпус текстов, дополнения к которому позднее публиковали Г. Нойманн, Э. Ларош и Ж. Буске. Тем же Нойманном был опубликован грамматический очерк. Полный словарь ликийского языка был издан в 1993 году К. Мельчертом.

## Образец текста
Начало текста на стеле из Летоона:
| Транслитерация | Перевод |
| --- | --- |
| ẽke Trm̃misñ χssaθrapazate Pigesere Katamlah tideimi sẽ=ñne ñte-pddẽ-hadẽ Trm̃mile pddẽnehm̃mis Ijeru se-Natrbbijẽmi sej-Arñna asaχlazu Erttimeli me-hñti-tubedẽ arus sej-epewẽtlm̃mẽi Arñnãi m̃maitẽ kumezijẽ θθẽ χñtawati xbidẽñni sej-Arκκazuma xñtawati sẽ=ñn=aitẽ kumazu mahãna ebette Eseimiju Qñturahahñ tideimi se=de Eseimijaje χuwati-ti | Когда Пиксодар, сын Гекатомна, был сатрапом Ликии и он назначил ликийцам управляющими Гиерона и Аполлодота, а правителем в Ксанфе Артемелиса, свободные и зависимые граждане Ксанфа пришли к согласию и построили сооружение, посвящённое (богам) Царю Кавна и Царю Арказуме, и они сделали Симия, сына Кондораса, жрецом этих богов и тех, кто сменит Симия. |